# Robert Wilfred Skeffington Lutwidge

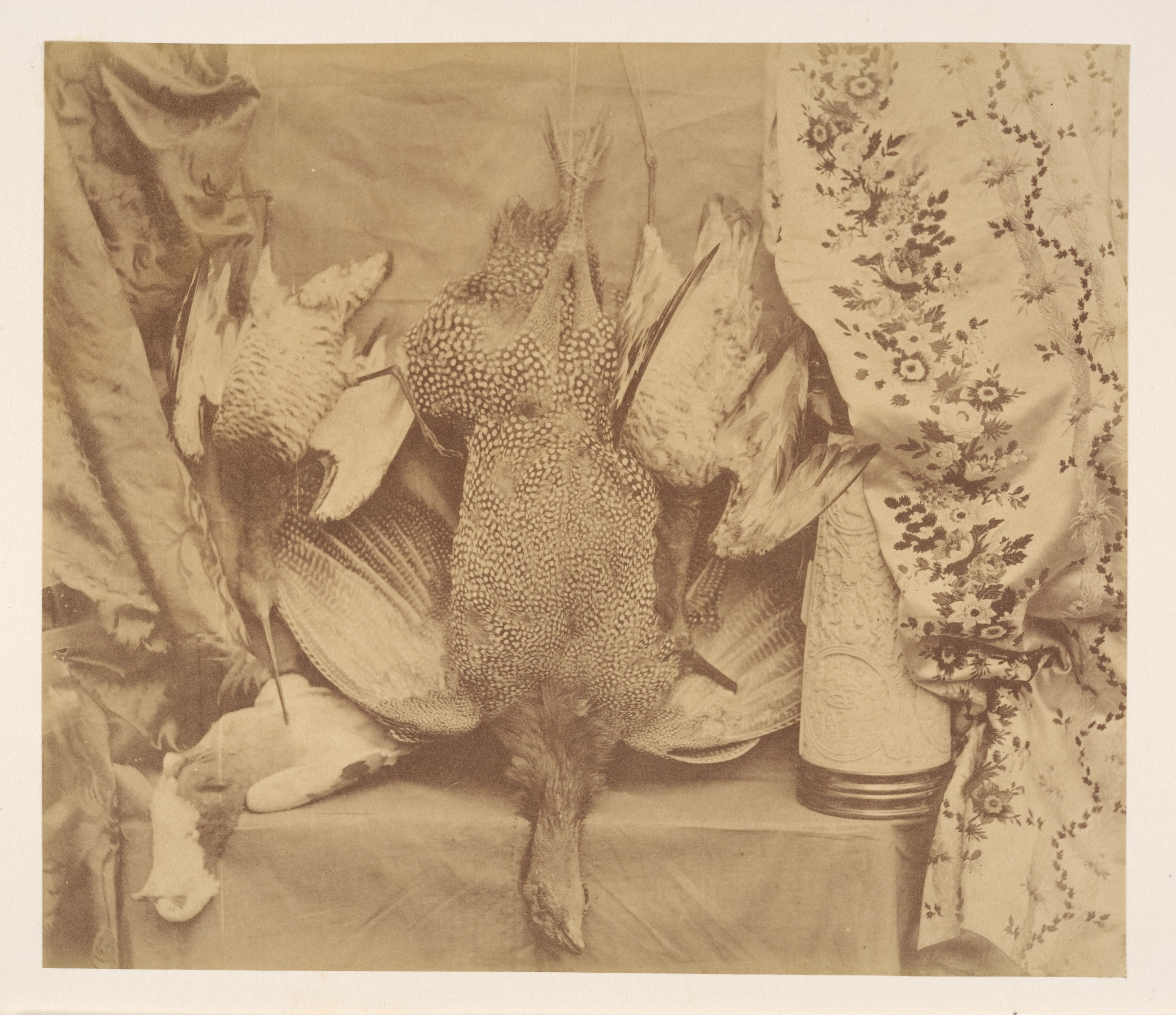
Zátiší s výšivkou, 1856, albuminový tisk

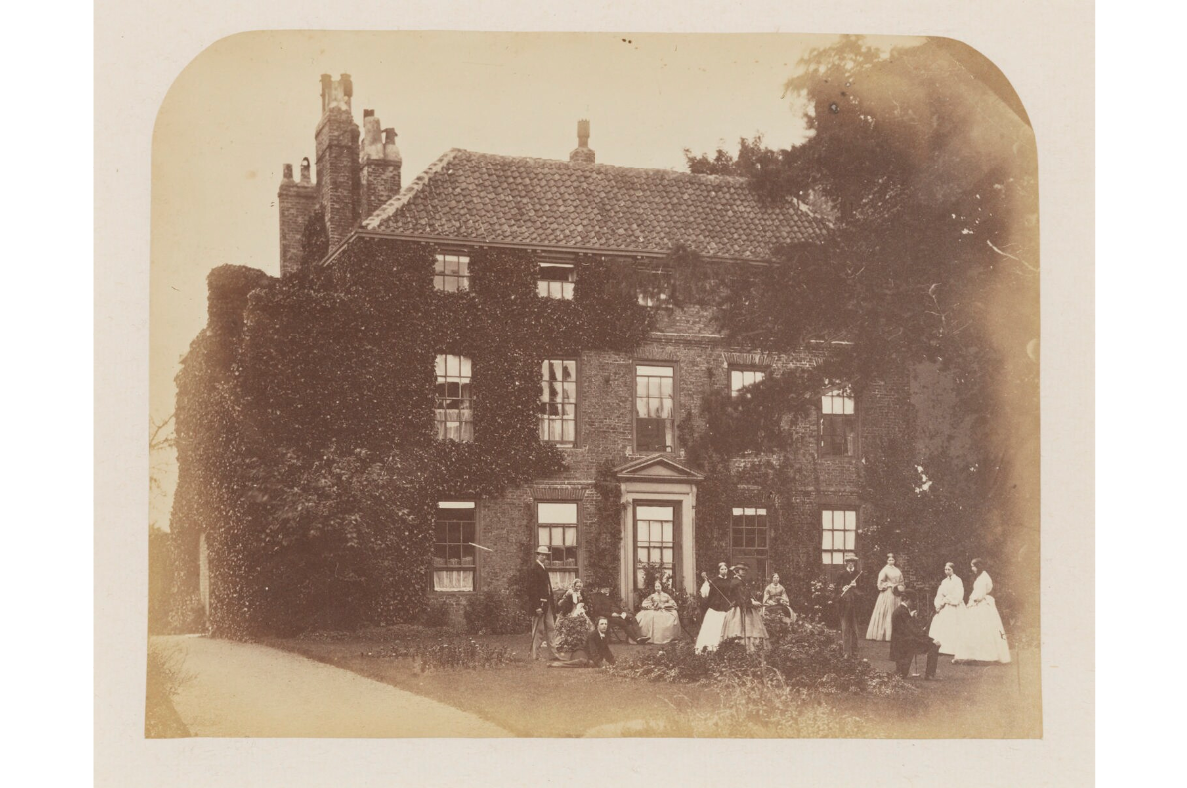
Lewis Carroll a jeho rodina, Croft Rectory, autor asi Robert Wilfred Skeffington Lutwidge, albumenový tisk, asi 1858-1862

Robert Wilfred Skeffington Lutwidge (17. ledna 1802 – 28. května 1873) byl anglický advokát, komisař v Lunacy a pionýr fotografie. Byl strýcem Charlese Lutwidga Dodgsona, známého jako spisovatel Lewis Carroll.

## Životopis
V 50. letech 19. století vstoupil do Londýnské fotografické společnosti, později Royal Photographic Society. Tento zájem o fotografické umění přenesl na svého synovce Charlese.
V letech 1842-1845 byl jedním z komisařů Metropolitan Commissioners in Lunacy, kteří se starali o blaho duševně nemocných. V roce 1845 byl jmenován prvním tajemníkem nástupnického orgánu, komisařů v Lunacy. V roce 1855 se stal členem jedné ze tří právních komisí.
Zemřel 28. května 1873 v důsledku úrazu způsobených pacientem, který mu probodl hlavu velkým hřebem během inspekce v azylovém domě Fisherton House Asylum v Salisbury. Bylo mu 71 let.

## Lewis Carroll (Dodgson)
Díky vlivu Roberta Wilfreda Skeffingtona Lutwidga se začal roku 1856 Dodgson věnovat nové formě umění - fotografování. Brzy byl v tomto umění velmi dobrý a stal se známým fotografem. V prvních letech si zřejmě i pohrával s myšlenkou, že se fotografováním bude živit.
Podle vědeckých studií přes polovinu jeho dochovaných děl zachycuje mladé dívky, přestože chybí asi 60% původního fotografického portfolia. Později mnoho svých fotografií dětí použil v souvislosti se svými literárními díly jako ilustrace. Alexandra Kitchinová, známá jako "Xie" (vyslovováno "Iksi"), byla jeho oblíbeným objektem pro fotografování. Od roku 1869 až do roku 1880, kdy fotografování nechal, ji Dodgson vyfotografoval alespoň padesátkrát, naposled těsně před jejími šestnáctými narozeninami. Z jeho původního portfolia ale zbyla méně než třetina. Dodgson také zachytil mnoho mužů, žen, chlapců a krajin. Jeho objekty byly také kostry, loutky, psi, sochy a obrazy, stromy, učenci, vědci, staří lidé a malé dívenky.
Fotografování pro něj také bylo vstupní branou do vyšší společnosti. Během svého nejplodnějšího období pořídil portréty významných osobnosti, například Johna Everetta Millaise, Ellen Terryové, Dante Gabriela Rossettiho, fotografky Julie Margarety Cameronové, Michaela Faradaye a Lorda Alfreda Tennysona.
Dodgson s fotografováním náhle přestal v roce 1880. Během 24 let toto médium mistrovsky ovládl, založil v Christ Church vlastní studio a vytvořil asi tři tisíce fotografií. Čas a záměrné ničení přečkalo méně než tisíc z nich. Důvody, proč fotografování nechal, jsou nejisté.
S příchodem modernismu se vkus změnil a jeho fotografie byly asi od roku 1920 až do šedesátých let zapomenuty. Nyní je považován za jednoho z nejlepších viktoriánských fotografů a měl vliv na některé moderní fotografy. Jeho snímky jsou zastoupeny ve sbírkách Art Institute of Chicago v Illinois, USA.

## Zajímavost

John Tenniel: (Šílený) Kloboučník, ilustrace z knihy

Postava Kloboučníka (Šílený Kloboučník, The Mad Hatter) z Carrollovy knížky Alenka v říši divů byla inspirována duševně nemocnými, o které se Lutwidge staral. Během 19. století byla při výrobě plstěných klobouků používána rtuť, což způsobilo vysokou míru otravy mezi pracovníky v kloboukovském průmyslu. Otravy rtutí způsobovaly neurologické poškození, včetně poškození řeči, ztráty paměti a třes, což vedlo k frázi "šílený jako klobouk". Ve viktoriánském věku mnoho pracovníků v textilním průmyslu, včetně kloboučnického, často trpělo hladem a přepracováním a bylo zvláště náchylných k rozvoji onemocnění postihujících nervový systém, jako je například tuberkulóza centrálního nervového systému (CNS). Ta je zobrazena v románech Alton Locke od Charlese Kingsleyho a v Severu a jihu od Elizabetha Gaskella, kterou četl Lewis Carroll. Mnoho nemocných dělníků bylo posláno do Pauper Lunatic Asylums, které byly pod dohledem komisařů organizace Lunacy, jako Samuel Gaskell nebo Robert Wilfred Skeffington Lutwidge, Carrollův strýc. Carroll se seznámil s podmínkami v azylových zařízeních a přinejmenším jeden navštívil.